# جیمز کونلیف
جیمز کونلیف (به انگلیسی: James Cunliffe) بازیکن فوتبال زادهٔ ۵ ژوئیه ۱۹۱۲ اهل انگلستان بود که سابقهٔ بازی در تیم ملی فوتبال انگلستان را در کارنامهٔ خود دارد. وی در تاریخ ۹ مه ۱۹۳۶ تنها بازی ملی خود را در مقابل تیم ملی فوتبال بلژیک انجام داد.